# Шамаць
Шамаць  (босн. Bosanski Šamac, серб. Шамац / Šamac, хорв. Bosanski Šamac) — місто й муніципалітет у північно-східній частині Республіки Сербської, Боснія і Герцеговина, розташоване на правому березі річки Сава на кордоні з Хорватією.

## Історія
Місто було засновано боснійськими переселенцями з османської провінції Смедереве 1862 року. Було завойовано Австро-Угорщиною 1887 року. Після Першої світової війни місто стало частиною королівства Югославії.
На початку Боснійської війни місто було окуповано боснійськими сербами, які встановили тут муніципальну владу. Більшість бошняків та боснійських хорватів було винищено.

## Населення
- Серби 96 %
- Бошняки 2 %
- Хорвати 2 %

## Відомі жителі
- Сребренко Репчич, колишній футболіст
- Алія Ізетбегович, колишній голова Президії Боснії і Герцеговини, народився в місті
- Сулейман Тихич, боснійський член Президії
- Зоран Джинджич, колишній прем'єр-міністр Сербії
- Предраг Ніколич, шахіст, гросмейстер